# نيوتن ك. بلانشارد
نيوتن ك. بلانشارد (بالإنجليزية: Newton C. Blanchard) هو قاضي ومحامي وسياسي أمريكي، ولد في 29 يناير 1849 في مقاطعة رابيدز في الولايات المتحدة، وتوفي في 22 يونيو 1922 في شريفبورت في الولايات المتحدة. حزبياً، نشط في الحزب الديمقراطي. وقد انتخب حاكم لويزيانا ‏ (10 مايو 1904 – 12 مايو 1908) وانتخب عضو مجلس النواب الأمريكي وانتخب عضو مجلس الشيوخ الأمريكي.